# Andaeschna rufipes
Andaeschna rufipes är en trollsländeart som först beskrevs av Friedrich Ris 1918.  Andaeschna rufipes ingår i släktet Andaeschna och familjen mosaiktrollsländor. IUCN kategoriserar arten globalt som livskraftig. Inga underarter finns listade i Catalogue of Life.